# Touhami Ghezzoul
Touhami Ghezzoul né le 5 janvier 1987 est un basketteur professionnel algérien. Il a également joué pour l'équipe nationale algérienne de basketball. 